# 東屋三郎
東屋 三郎（あずまや さぶろう、1892年5月15日 - 1935年7月3日）は、日本の俳優である。本名は油屋 三三郎（あぶらや さんざぶろう）。

## 人物・来歴
1892年（明治25年）5月15日、東京市神田区駿河台南甲賀町（現在の東京都千代田区神田駿河台三丁目）に「油屋 三三郎」として生まれる。父親は代議士の光妙寺三郎、母親は柳橋の芸者・お六。1893年の父の死後は、父の親友であった西園寺公望が引き取って養育した。
慶應義塾大学に入学、在学中に青山杉作らと出会い、1917年（大正6年）2月17日、新劇の劇団「踏路社」を結成する。『画家とその弟子』で初舞台を踏む。
1920年代には、舞台協会に参加し、1923年（大正11年）、舞台協会が日活向島撮影所と出演提携を結び、サイレント映画に出演する。築地小劇場等にも参加した。1927年（昭和2年）には、ミナトーキーが小山内薫を監督に起用して製作した初期のトーキーに出演、以降はトーキーにのみ出演した。
1935年（昭和10年）、P.C.L.映画製作所製作の映画に出演するが、同年7月3日、死去した。満43歳没。

## フィルモグラフィ
- 『人の心』 : 監督小沢得二、1922年、労資協調会宣伝映画
- 『髑髏の舞』 : 監督田中栄三、1923年、日活向島撮影所 - 北澤の番頭源吉
- 『忘れな草』 : 監督田中栄三、1923年、日活向島撮影所
- 『三つの魂』 : 監督田中栄三、1923年、日活向島撮影所
- 『血の洗礼』 : 監督若山治、1923年、日活向島撮影所
- 『毒塵』 : 監督細山喜代松、脚本平戸延介（山本嘉次郎）1923年、日活向島撮影所

- 『黎明』 : 監督小山内薫、1927年、ミナトーキー - 男B
- 『もの言わぬ花』 : 監督蔦見丈夫、1931年、発声映画社 - 叔父清照
- 『昼寝も出来ない』 : 監督小沢得寿、1932年、映音商店 - 空巣覗いのB
- 『坊つちやん』 : 監督山本嘉次郎、1935年、P.C.L.映画製作所 - 野だ
- 『三色旗ビルディング』 : 監督木村荘十二、1935年、P.C.L.映画製作所 - 牧師

## 註
1. 1 2 3 4 5 6 7 8  東屋三郎、『講談社 日本人名大辞典』、講談社、コトバンク、2009年12月26日閲覧。
2. ↑  『元老 西園寺公望 古希からの挑戦』文藝春秋〈文春新書〉、2007年。ISBN 4166606093。 pp.108